# Tsurikichi Sanpei
Tsurikichi Sanpei (釣りキチ三平?, Tsurikichi Sanpei) è un film del 2009 diretto da Yōjirō Takita.
Il film è un live action liberamente adattato dall'omonimo manga di Takao Yaguchi.

## Trama
Il film narra le vicende del giovane Sanpei Mihira, un ragazzino vitale e ingegnoso, vive con il nonno Ippei, valente artigiano produttore di canne da pesca di bambù, in un paesino rurale della regione Tohoku.
Il passatempo favorito di Sanpei è la pesca, una passione che coltivava anche suo padre, scomparso in mare sei anni prima.
La sorella di Sanpei, Aiko, vive invece a Tokyo, dove si è laureata e dove recentemente ha trovato un impiego: ha deciso di tornare al paese natio per prendere in custodia il fratellino e dargli un'educazione più pragmatica nella grande metropoli, lontano da quello sciocco passatempo che, a suo avviso, ha rovinato la loro famiglia.
L'incontro dei due con il campione di pesca sportiva Gyoshin Ayukawa e l'inizio di una spedizione alla ricerca di un leggendario salmerino di proporzioni inusitate, re di una valle-paradiso perduto, sarà l'occasione per ricucire antiche ferite, elaborare i lutti che anni prima avevano colpito la famiglia, allontanando i due fratelli. I
l tutto sulle tracce del padre scomparso, con nelle orecchie ancora l'eco di una sorta di profezia: per catturare quel salmerino gigante infatti un sistema c'è, disse lui prima di morire, un metodo speciale e segreto.